# Дезами, Теодор
Александр Теодо́р Дезами́ (фр. Alexandre Théodore Dézamy; 4 марта 1808, Люсон (Вандея) — 24 июля 1850, Люсон (Вандея)) — французский философ и публицист, теоретик социализма и коммунизма; необабувист — сторонник идей Бабёфа (1840-е); предвестник марксизма.

## Биография
Всю жизнь провёл в бедности. В 1839 году участвовал в бланкистском тайном обществе «Времена года» (Des Saisons), поставившем себе задачей ниспровержение июльской монархии. С 1840 года, после неудачной попытки издавать собственный журнал, принимал деятельное участие в коммунистическом журнале «Le Populaire», пока не разошёлся с его главным редактором, Кабе.
Активный участник революции 1848 года, после которой выставлял свою кандидатуру в национальное собрание, но потерпел неудачу.

## Труды и воззрения
В своем главном сочинении «Кодекс общности» (Code de la Communauté; 1842) Дезами выступает противником капитализма и частной собственности, при этом предстаёт сторонником чисто материалистического коммунизма, опирающегося на изучение человеческого организма и его потребностей. В противоположность Этьену Кабе он настаивает на эгоизме людей и считает, что именно себялюбие, а не что другое приведёт к торжеству коммунистического идеала. Естественное неравенство людей, физическое и умственное, выдвигаемое обыкновенно как довод против коммунизма, Дезами считал, наоборот, аргументом за него, ибо в социальном искусственном уравнении он видел единственное средство восстановить справедливость, нарушенную природой.
По своим философским воззрениям Дезами — последовательный материалист: физические потребности человека должны быть удовлетворены прежде всяких других. Лучшим средством для этого является коммунистическая община. Нужно взять пример с улья, где всякая пчела трудится и всякая имеет такое количество пищи, какое ей нужно. В основу коммуны Дезами, очень напоминающей по своему устройству фаланстер Фурье (у которого Дезами вообще много заимствовал), им был положен именно такой принцип: все её обитатели трудятся и за то пользуются продуктами труда в пределах своих потребностей. Никто не распределяет одежды и пищи; все берут их сами из общих складов, точно так же, как всякий сам избирает себе жилище и тот род работы, который ему больше нравится. Никаких принуждений в общине не существует, ибо импульс к труду приобретается благодаря следующим факторам:
- 1) образование, которое выясняет значение труда для всех и каждого;
- 2) разнообразие работ;
- 3) непродолжительность труда (максимум 5—6 час. в день);
- 4) чистота и удобство мастерских;
- 5) совершенство самого производства (хороший материал и усовершенствованные машины);
- 6) привлекательность трудового общения с другими;
- 7) боязнь осуждения со стороны общего мнения;
- 8) стремление к равенству и братству, которое станет сильным под влиянием эгалитарных условий жизни.

В идеальном обществе Дезами согласно его работам, включая книгу «Иезуитизм, побеждённый и уничтоженный социализмом» (Le jesutisme vaincu et anéanti par le socialisme), все работают вместе, обедают за общим столом; привилегий и преимуществ никаких нет; только дети и старики избавлены от работы. Уничтожению в общине подлежат игорные и публичные дома, трактиры, балаганы, фабрики всякого оружия, все замки и запоры (воровство исчезнет, когда все потребности будут удовлетворены), храмы и церкви, а с ними вместе и все духовное сословие; докторов тоже не будет, потому что медицину станут изучать все; полиция и войско окажутся ненужными, налоги — также, ввиду простоты управления. Замкнутый брак сменится свободной любовью, хотя собственно «коммунизма жен» Дезами не допускает; самое выражение это он считает оскорбительным для женщин, которым находит нужным дать равноправие с мужчинами. Обучение детей производится без принуждения; оно должно быть привлекательным для учащихся. Устройство общин с населением приблизительно в 10 тыс. чел. должно, по мнению Дезами, искоренить бедность и повлиять не только на организм человека, который от того усовершенствуется, но и на климат, который станет мягче и ровнее.
В противоположность Этьену Кабе, Дезами требовал немедленного переворота, насильственной экспроприации частной собственности. В этом отношении он унаследовал традиции Бабёфа.

## Издания
- «Question proposée par l’Académie des Sciences morales et politiques: Les nations avancent plus en connaissances, en lumières qu’en morale pratique; rechercher la cause de cette différence et indiquer le remède» (1839);
- «Conséquences d’embastillement et de la paix à tout prix» (1840; брошюра, направленная против проекта Тьера окружить Париж укреплениями для защиты от неприятеля);
- «L'Égalitaire, Journal de l’organisation sociale» (1840 г. — вышло 2 номера);
- «Patriotes, lisez et rougissez de honte» (1840 — о восточном вопросе, в сотрудничестве с Кабэ);
- «М. Lamennais réfuté par lui même» (1841);
- «Кодекс общности» (Code de la Communauté; 1842)
- «Calomnies et politique de M. Cabet» (1842);
- «Le Jésuitisme vaincu par le socialisme» (1845);
- «Organisation de la liberté et du bien-être universel» (1846).